# Église Saint-Jean-Baptiste de Murviel-lès-Montpellier
L'église Saint-Jean-Baptiste de Murviel-lès-Montpellier est une église romane située à Murviel-lès-Montpellier dans le département français de l'Hérault en région Occitanie.

## Historique
Murviel-lès-Montpellier est mentionnée sous le nom d'In comitatu substantionensi in villa Murovetulo en 1031 dans le cartulaire de Gellone, et d'Ad Murum Veterem en 1150 dans la charte de l'abbaye du Vignogoul.
Son église est construite à la fin du XIIe siècle et remaniée au XIVe siècle ainsi qu'au XVIIIe siècle.
Son abside fait l'objet d'une inscription au titre des monuments historiques depuis le 7 août 1963, tant pour l'intérieur que pour l'extérieur.

## Architecture

### Le chevet roman
L'église possède un beau chevet polygonal rythmé par des arcs en plein cintre ornés de frises de dents d'engrenage.
Ce chevet est édifié en pierre de taille assemblée en « appareil alterné de Montpellier » (ou « opus monspeliensis »).
À l'est du chevet, quelques arcades rappellent l'existence d'un promenoir qui était surmonté à l'origine d'une salle d'apparat.

### La façade
À l'ouest, dans une ruelle très étroite offrant peu de recul, l'église présente une façade de style tardif percée d'un portail de style classique à encadrement mouluré supportant un arc surbaissé à clef surmonté d'un puissant larmier.
Ce portail est surmonté d'une unique baie dont l'encadrement est orné de gouttes (petits pendentifs typiques de l'architecture néo-classique).